# Danse avec le condor
Danse avec le condor (Baile con el cóndor, en francés) es un disco de estudio de Los Calchakis, grabado en 2003 con el sello francés ARION.

## Lista de canciones
| N.º | Título                      | Música                        | Duración |  |
| 1.  | «Que nadie sepa (La Foule)» | Enrique Dizeo y Ángel Cabral  |          |  |
| 2.  | «El picaflor»               | RosendoHuirse                 |          |  |
| 3.  | «Para Cuba»                 | H. Miranda y Sergio Arriagada |          |  |
| 4.  | «Flor de amor»              | Guillermo Portabales          |          |  |
| 5.  | «Latino soy»                | H. Miranda y Sergio Arriagada |          |  |
| 6.  | «Cholita limeña»            | Sergio Arriagada              |          |  |
| 7.  | «Fruta fresca»              | Carlos Vives                  |          |  |
| 8.  | «Dueña de mi»               | Dalmacio Castillo             |          |  |
| 9.  | «La piragua»                | José Barros                   |          |  |
| 10. | «Cambitay»                  | E. Capuano                    |          |  |
| 11. | «Solo le pido a Dios»       | León Gieco                    |          |  |
| 12. | «Ciudad del cóndor»         | H. Miranda                    |          |  |
| 13. | «Si Dios fuera negro»       | Roberto Angleró               |          |  |
| 14. | «El cóndor pasa»            | Daniel Alomía Robles          |          |  |

## Integrantes
- Héctor Miranda
- Enrique Capuano
- Sergio Arriagada
- Sergio Roa Brith
- Cichi Almeida
- Aldo Ariel
- Alberto Rodríguez